# Championnat de Grèce masculin de volley-ball
Le  Championnat de Grèce masculin de volley-ball est la compétition majeure par clubs du volley-ball grec. Il est organise par la Hellenic Federation Volleyball. Le premier championnat a lieu en 1936. L'Olympiakos a remporté le plus de titres (32 total).

## Historique
- Un premier championnat, dit « Panhellénique », a été disputé de 1936 à 1968, mais pour seulement douze saisons. Il a été perturbé par la Seconde Guerre mondiale puis par la guerre civile, et n'a été stable qu'à partir de 1962.
- La stabilité alors acquise, le championnat a été remodelé en « Championnat national », qui est celui encore en activité.

## Palmarès
Championnat Panhellénique
- 1928 : Panellínios Athènes
- 1936 : Panellínios Athènes
- 1937 : Panellínios Athènes
- 1938 : EA Patras
- 1939 : Panellínios Athènes
- 1940 : Panellínios Athènes
- 1961 : Panellínios Athènes
- 1962 : Milonas Athenes
- 1963 : Panathinaikos Athènes
- 1964 : Milonas Athenes
- 1965 : Panathinaikos Athènes
- 1966 : Panathinaikos Athènes
- 1967 : Panathinaikos Athènes
- 1968 : Olympiakos Le Pirée

Championnat national
- 1969 : Olympiakos Le Pirée
- 1970 : Panathinaikos Athènes
- 1971 : Panathinaikos Athènes
- 1972 : Panathinaikos Athènes
- 1973 : Panathinaikos Athènes
- 1974 : Olympiakos Le Pirée
- 1975 : Panathinaikos Athènes
- 1976 : Olympiakos Le Pirée
- 1977 : Panathinaikos Athènes
- 1978 : Olympiakos Le Pirée
- 1979 : Olympiakos Le Pirée
- 1980 : Olympiakos Le Pirée
- 1981 : Olympiakos Le Pirée
- 1982 : Panathinaikos Athènes
- 1983 : Olympiakos Le Pirée
- 1984 : Panathinaikos Athènes
- 1985 : Panathinaikos Athènes
- 1986 : Panathinaikos Athènes
- 1987 : Olympiakos Le Pirée
- 1988 : Olympiakos Le Pirée
- 1989 : Olympiakos Le Pirée
- 1990 : Olympiakos Le Pirée
- 1991 : Olympiakos Le Pirée
- 1992 : Olympiakos Le Pirée
- 1993 : Olympiakos Le Pirée
- 1994 : Olympiakos Le Pirée
- 1995 : Panathinaikos Athènes
- 1996 : Panathinaikos Athènes
- 1997 : Aris Salonique
- 1998 : Olympiakos Le Pirée
- 1999 : Olympiakos Le Pirée
- 2000 : Olympiakos Le Pirée
- 2001 : Olympiakos Le Pirée
- 2002 : Iraklis Salonique
- 2003 : Olympiakos Le Pirée
- 2004 : Panathinaikos Athènes
- 2005 : Iraklis Salonique
- 2006 : Panathinaikos Athènes
- 2007 : Iraklis Salonique
- 2008 : Iraklis Salonique
- 2009 : Olympiakos Le Pirée
- 2010 : Olympiakos Le Pirée
- 2011 : Olympiakos Le Pirée
- 2012 : Iraklis Salonique
- 2013 : Olympiakos Le Pirée
- 2014 : Olympiakos Le Pirée
- 2015 : PAOK Salonique
- 2016 : PAOK Salonique
- 2017 : PAOK Salonique
- 2018 : Olympiakos Le Pirée
- 2019 : Olympiakos Le Pirée
- 2020 : Panathinaikos Athènes
- 2021 : Olympiakos Le Pirée
- 2022 : Panathinaikos Athènes
- 2023 : Olympiakos Le Pirée
- 2024 : Olympiakos Le Pirée